# Luis Fernando Lalinde
Luis Fernando Lalinde (Antioquia, 10 de abril de 1958- Desaparecido en Jardín, Antioquia el 4 de octubre de 1984) fue un estudiante colombiano. Desaparecido y asesinado por el Ejército Nacional de Colombia.

## Biografía
Estudiante de Sociología. Militante del Partido Comunista de Colombia - Marxista Leninista.Perteneció también al Ejército Popular de Liberación. Su desaparición se dio en el marco de los diálogos de paz que culminaron en los Acuerdos de Corinto, Hobo y Medellín con el gobierno de Belisario Betancur.

## Desaparición
Fue detenido, torturado y desaparecido por militares del Batallón Ayacucho en el marco de la Operación Cuervos cuando trataba de rescatar a un guerrillero herido por el Ejército Nacional.Fue presentado como alias Jacinto miembro del Ejército de Liberación Nacional. Desde su desaparición su madre Fabiola Lalinde emprendió su búsqueda, denominada como la Operación CirirÍ. Su caso se encuentra en la Comisión Interamericana de Derechos Humanos (CIDH) que emitió la primera condena del Sistema Interamericano de Derechos Humanos por desaparición forzada contra Colombia, el 16 de septiembre de 1988.  Su caso fue presentado a la Corte Interamericana de Derechos Humanos (Corte IDH) en 2023.El 18 de noviembre de 1996, la Octava Brigada del Ejército Nacional le entregó a Fabiola una caja de cartón que contenía el cráneo y sesenta y nueve huesos de Luis Fernando.En 2016, el Ejército Nacional pidió perdón por su desaparición.

## Homenajes
El Archivo Fondo Documental Fabiola Lalinde fue donado a la Universidad Nacional de Colombia en 2018.
El documental Operación Cirirí.